# Ligidium euboicum
Ligidium euboicum là một loài chân đều trong họ Ligiidae. Loài này được Matsakis miêu tả khoa học năm 1975.